# COSMOSOMAS
COSMOSOMAS è uno scanner astronomico circolare per le microonde per rilevare le anisotropie della radiazione cosmica di fondo (CMB) e l'emissione diffusa dalla Galassia su scale angolari comprese tra 1 e 5 gradi. Fu progettato e costruito dall'Istituto di Astrofisica delle Canarie (IAC) a Tenerife, Spagna, nel 1998. La sigla del suo nome deriva da Strutture cosmologiche su medie scale angolare (dall'inglese COSMOlogical Structures On Medium Angular Scales), che si riferisce alle fluttuazioni della CMB. Queste esperimento ideato a partire dal precedente Esperimento Tenerife con l'obiettivo di raggiungere minori scale angolari ma con maggior sensibilità.
L'esperimento consiste in due strumenti, il COSMO15 (tre canali a 12,7, 14,7 e 16,3 GHz) e il COSMO11 (due bracci a polarizzazione lineare a 10,9 GHz). Entrambi gli strumenti sono basati su una strategia di scansionamento circolare del cielo, che consistente in uno specchio, in rotazione piana a 60 rpm, che riflette la radiazione in un'antenna parabolica fuori asse. Le dimensioni delle specchio sono di 1,8 m in COSMO15 e di 2,4 m in COSMO11. Le antenne focalizzano la radiazione in ricevitori, di tipo HEMT, raffreddati criogenicamente. Entrambe operano a una temperatura di 20 K e a frequenze di 10–12 GHz per COSMO11 e di 12–18 GHz per COSMO15. Il segnale è separato da un set di tre filtri, che permettono l'osservazione simultanea a 13, 15 e 17 GHz. In questo modo si ottiene tutti i giorni, a queste tre frequenze, una mappa completa del cielo, con risoluzione di 1 grado in ascensione retta e di 20 gradi in declinazione.